# Jurgis Utovka
Jurgis Utovka (* 10. Oktober 1956 in Rakai, Rajongemeinde Varėna) ist ein litauischer Politiker.

## Leben
Von 1963 bis 1967 lernte er in Rakai, von 1967 bis 1970 in Varėna, von 1970 bis 1971 in der Internatsschule Šalčininkai, von 1971 bis 1973 in der russischen Klasse der Internatsschule Zarasai. 1976 absolvierte er die Seeschule in Klaipėda als Schiffslotse.
Von 1976 bis 1980 arbeitete er in der Fischerei, von 1980 bis 1982 im Werk „Sirijus“ in Klaipėda, von 1982 bis 2000 bei AB „Klaipėdos Smeltė“.
Von 1995 bis 2003 war er Mitglied im Stadtrat Klaipėda.
Von 2000 bis 2004 war er Mitglied im Seimas.
Seit 1996 ist er Mitglied der Lietuvos rusų sąjunga.